# Бурдукова Вікторія Вадимівна
Бурдукова Вікторія Вадимівна (нар. 19 січня 1975, м. Київ) — українська телевізійна продюсерка, відома, зокрема, за телепроєктами «Ревізор», «Страсті за Ревізором», «Ревізор: Магазини» («Новий канал»). Голова Експертної ради Української телевізійної академії. З 2020 р. Депутатка Київської міської ради від партії «Слуга Народу».  

## Біографія
Закінчила Національний педагогічний університет імені М. П. Драгоманова.
Кар'єру на телебаченні розпочала на каналі «ТВ Табачук», працювала на телекомпанії «Народне телебачення України».
З 1998 року працювала у комерційному відділі «Нового каналу», згодом очолила його, отримала посаду комерційного директора каналу.
З 2005 року входила до Творчої ради «Нового каналу».
2011 року Творча рада ухвалила рішення про створення проєкту «Ревізор». Вікторія Бурдукова очолила його розробку та виробництво.
У 2012 році була призначена керівником слоту вихідного дня «Нового каналу». Під її керівництвом створювали проєкти «Готуй!», «Наші в Раші», «Недільний офіс» та «ШоуШара».
1 січня 2013, коли «Новий канал» увів систему творчих об'єднань, Вікторія очолила одне з них. У цьому ж році увійшла до робочої групи, яка створила один з перших українських телеформатів, проданих за кордон (на основі «Ревізора»).
У 2013—2014 роках творче об'єднання Вікторії Бурдукової розробило формат проєкту «Нового каналу» «Страсті за Ревізором». 2015 року цей формат також продали за кордон.
У 2017 році творче об'єднання запустило на «Новому каналі» цикл телепередач «Ревізор: Магазини».
У 2018 році Вікторію обрали головою Експертної ради Української телевізійної академії.
Наприкінці 2018 року залишила «Новий канал», а в лютому 2019 почала роботу в кінокомпанії «Star Media».
У 2020 році була обрана депутаткою Київської міської ради від партії «Слуга народу». Працює заступницею голови постійної комісії з питань транспорту, зв’язку та реклами.

## Відзнаки
2012 року «Ревізор» отримав премію «Телетріумф».
У 2013 році «Ревізор» отримав премію «Фаворит телепреси».
У 2018 році проєкт «Страсті за Ревізором» здобув премію «Телетріумф» у номінації «Суспільно-соціальне / політичне ток-шоу».